# Solsona, Filippinerna
Solsona (Bayan ng Solsona) är en kommun i Filippinerna. Kommunen ligger på ön Luzon, och tillhör provinsen Norra Ilocos. Folkmängden uppgår till 8 534 invånare.

## Barangayer
Solsona är indelat i 22 barangayer.
| - Aguitap - Bagbag - Bagbago - Barcelona - Bubuos - Capurictan - Catangraran - Darasdas - Juan (Pob.) - Laureta (Pob.) - Lipay | - Maananteng - Manalpac - Mariquet - Nagpatpatan - Nalasin - Puttao - San Juan - San Julian - Santa Ana - Santiago - Talugtog |